# Valentino Borgia
Valentino Guido Natale Borgia (ur. 8 listopada 1914 w Bolonii, zm. 29 sierpnia 2004 tamże) – włoski zapaśnik walczący w stylu klasycznym. Olimpijczyk z Berlina 1936, gdzie zajął szóste miejsce w wadze piórkowej.

## Letnie Igrzyska Olimpijskie 1936
| Konkurencja          | Rundy eliminacyjne     | Rundy eliminacyjne         | Rundy eliminacyjne | Rundy eliminacyjne  | Klas. końcowa |
| Konkurencja          | Przeciwnik I           | Przeciwnik II              | Przeciwnik III     | Przeciwnik IV       | Miejsce       |
| -------------------- | ---------------------- | -------------------------- | ------------------ | ------------------- | ------------- |
| 61 kg styl klasyczny | Nikolaos Biris (GRE) Z | Krisjānis Kundziņš (LAT) Z | wolny los Z        | Yaşar Erkan (TUR) P | 6.            |